# Карасевдас, Пантелис
Пантели́с Карасевда́с (греч. Παντελής Καρασεβδάς; 1877, Астакос — 14 марта 1946, Агринион) — греческий стрелок, чемпион летних Олимпийских игр 1896.
Карасевдас участвовал в трёх стрелковых дисциплинах — стрельба из армейской винтовки на 200 м, произвольной винтовки на 300 м и армейского пистолета на 25 м. В первой дисциплине он занял первое место, набрав 2350 очков. В следующей он занял пятое место, но его точный результат неизвестен. В пистолетном состязании он не закончил соревнование. Во время соревнований он был студентом и изучал закон.
Карасевдас служил в армии и участвовал в нескольких греческих военных конфликтах, дослужившись до звания полковника. Также он занимался политикой, входил в парламент Греции от либеральной партии и был одним из членов Олимпийского комитета Греции.